# Zenobi (Drozdow)
Zenobi, imię świeckie Nikołaj Pietrowicz Drozdow (ur. 2 lipca?/14 lipca 1875 w Chołmie w guberni kostromskiej, zm. 9 września 1942) – rosyjski biskup prawosławny.

## Życiorys
Był synem kapłana prawosławnego. W 1897 ukończył seminarium duchowne w Kostromie. Po zawarciu związku małżeńskiego został wyświęcony na kapłana i podjął pracę duszpasterską w parafii. Szybko stracił jednak zarówno żonę, jak i jedynego syna (zm. 1902). W 1900 podjął studia w Petersburskiej Akademii Duchownej i w 1904 uzyskał w niej tytuł kandydata nauk teologicznych. Jako słuchacz IV roku złożył wieczyste śluby mnisze, przyjmując imię zakonne Zenobi. Po ukończeniu uczelni został kapelanem w marynarce wojennej i udał się na front rosyjsko-japoński razem z flotą gen. Rożdiestwienskiego, służył na okręcie "Orioł". Razem z całą załogą dostał się do niewoli i trafił do Szanghaju, skąd zdołał przed 1907 wrócić do Rosji. Początkowo był wykładowcą w seminarium duchownym w Wiatce, a następnie nadzorcą szkoły duchownej w Kutaisi i kierownikiem kancelarii Egzarchatu Gruzińskiego. W 1908, będąc już archimandrytą, został nadzorcą szkoły duchownej w Jekaterynburgu, a następnie rektorem seminarium duchownego w Kiszyniowie, gdzie zaprzyjaźnił się z ordynariuszem miejscowej eparchii, biskupem Serafinem. 11 grudnia 1911 został wyświęcony na biskupa izmaelskiego, wikariusza eparchii kiszyniowskiej.
Dwa lata później został przeniesiony do eparchii tambowskiej jako jej wikariusz, z tytułem biskupa kozłowskiego. 28 maja 1918 został pierwszym ordynariuszem eparchii tambowskiej wybranym przez zjazd duchowieństwa i świeckich eparchii. W pierwszym roku zarządzania eparchią utworzył w niej dwa półautonomiczne wikariaty szacki i lipiecki. Zdecydowanie zwalczał ruch odnowicielski (Żywej Cerkwi). W 1922 znalazł się w ostrym konflikcie z przywódcami tego ruchu w Tambowie: księżmi Winogradowem i Archangielskim. Gdy zwolennicy Żywej Cerkwi ogłosili usunięcie biskupa z soboru katedralnego, hierarcha suspendował ich. 5 sierpnia 1922 duchowni ci na łamach "Tambowskiej prawdy" wezwali innych kapłanów eparchii tambowskiej do odrzucenia jurysdykcji biskupa Zenobiego. Usunięcia hierarchy z Tambowa domagał się jeden z przywódców Żywej Cerkwi w całym kraju, Władimir Krasnicki. W tym samym roku biskup został oskarżony o kradzież kosztowności cerkiewnych przeznaczonych do konfiskaty. W październiku 1922 GPU aresztowało hierarchę.
W pokazowym procesie, jaki odbył się w tym samym miesiącu, biskup Zenobi został skazany na sześć lat więzienia. Następnie dzięki amnestii wyrok ten został o 1/3 skrócony. W 1923 patriarcha Tichon zdołał doprowadzić do zwolnienia biskupa, nadał mu także godność arcybiskupią. Wiosną 1924 hierarcha na nowo objął zarząd eparchii tambowskiej, jednak władze radzieckie nie pozwoliły mu wyjeżdżać poza granice Tambowa, zaś w 1925 zesłały do Moskwy, a następnie do Arzamasu. Przez pewien czas przebywał w monasterach w Sarowie, a następnie w Diwiejewie. Po zamknięciu wymienionej wspólnoty w 1927 biskup Zenobi przeprowadził się do Muromia razem z mnichem Jonaszem (Niebogatym) i mniszką Serafiną (Dołgincewą). Następnie do Muromia przeprowadziła się także ostatnia ihumenia monasteru w Diwiejewie Aleksandra (Trakowska) i niektóre mniszki.
27 kwietnia 1932 duchowny, który nie prowadził już publicznej działalności duszpasterskiej, a jedynie odprawiał w mieszkaniu nabożeństwa dla mniszek z Diwiejewa, został ponownie aresztowany. Władysław Cypin podaje, iż sympatyzował z grupą nie wspominających skupioną wokół moskiewskiej parafii św. Mikołaja w dzielnicy Marosiejka. Biskup Zenobi został skazany na trzy lata łagru. Odbył cały wyrok, po czym osiadł w Kowrowie. Również tam spotykał się z duchowymi dziećmi i odprawiał nabożeństwa w domu. W 1940 został aresztowany po raz trzeci i ponownie skazany na karę łagru, tym razem na osiem lat. Zmarł w 1942 w Bogosłowłagu (Krasnoturjinsk, obwód swierdłowski. W 1958 został całkowicie zrehabilitowany.